# Tierras altas de Tailandia
Las tierras altas de Tailandia o colinas del norte de Tailandia son una región montañosa natural en el norte de Tailandia . Sus cadenas montañosas forman parte del sistema de colinas que se extienden a través de Laos, Birmania y China y que enlazan con el Himalaya, del cual pueden considerarse estribaciones.
Las tierras altas del norte de Tailandia se caracterizan por un patrón de cordilleras generalmente empinadas, cuencas intermontanas y desfiladeros aluviales. Las elevaciones son generalmente moderadas, poco más de 2.000 metros para las cumbres más altas. Sin embargo, existe una amplia variedad de elevaciones, con pisos que oscilan entre los 200 y los 500 metros  sobre el nivel del mar. Hacia la frontera con Laos, la divisoria con la cuenca del Mekong se hace más alta, con picos que superan ocasionalmente los 1.500 metros y arroyos que fluyen en estrechos valles escarpados. 
El clima es típico de las montañas tropicales con estaciones húmedas y secas claramente delimitadas. Las temperaturas invernales pueden ser frescas con heladas que ocurren la mayoría de los años en elevaciones más altas, pero no hay nieve incluso en los picos más altos.
La región de las tierras altas de Tailandia abarca las nueve provincias administrativas del norte de Tailandia, basadas en el sistema de seis regiones, así como partes de las provincias de Tak y Sukhothai.
Algunas áreas de las tierras altas están escasamente pobladas.

## Geografía
Salvo la cordillera Daen Lao (ทิวเขาแดนลาว) en el extremo norte, todas las cordilleras del norte de Tailandia están aproximadamente alineadas de norte a sur. Están vinculadas a un amplio sistema de cordilleras en las vecinas Birmania y Laos que no tienen un nombre específico para el conjunto, siendo "tierras altas tailandesas" el término generalmente restringido a la zona tailandesa. A grandes rasgos, y en función de su composición geológica, existen dos subsistemas montañosos en el norte de Tailandia:
- En la parte occidental, las cordilleras se extienden hacia el sur desde la cordillera Daen Lao, en la región sur de las colinas Shan o las tierras altas de Shan, con las dos cadenas montañosas paralelas de la cordillera Thanon Thong Chai (เทือกเขา ถนน ธงชัย). Esta zona tiene las mayores elevaciones, con el Doi Inthanon, el punto más alto de Tailandia, que alcanza los 2565 m . La cordillera Dawna (ทิว เขา ดอย มอน กุ จู) forma la frontera occidental de Tailandia entre Mae Hong Son y el río Salween,
- La región montañosa restante de cadenas paralelas que se extienden hacia el norte de Laos incluye la cordillera Khun Tan (ทิว เขา ขุน ตา น), la cordillera Phi Pan Nam (ทิว เขา ผี ปัน น้ำ), la cordillera Phlueng (ทิว เขา พ ลึ ง) también como la parte occidental de la cordillera Luang Prabang (ทิว เขา หลวง พระ บาง).[2]

Una gran parte de la zona montañosa está drenada por los ríos Ping, Wang, Yom y Nan, todos afluentes del río Chao Phraya que fluyen en dirección aproximadamente al sur. Las cordilleras que separan los ríos principales son generalmente escarpadas, altas y continuas. Hacia el este, así como en las cuencas de drenaje de Wang y Yom, son más bajas. El río Pai en el noroeste fluye hacia el oeste hacia el Salween y la parte noreste es drenada por ríos de la cuenca del Mekong, como el Kok y el Ing .
|                                                                                            |
| Zona de Doi Phu Kha, Provincia de Nan en el extremo oriental cerca de la frontera con Laos |

|                                                   |
| Wat Phra That Doi Wao y la cordillera de Daen Lao |

|                                                                                  |
| Colinas, Provincia de Mae Hong Son en el extremo occidental de las tierras altas |

|                                                                |
| Parque nacional de Namtok Mae Surin, provincia de Mae Hong Son |

|                                            |
| Doi Nang Non, "Montaña de la Dama Dormida" |

## Geología
Desde el punto de vista geológico, en las subcadenas meridionales de las colinas de Shan se superponen capas de aluvión a la roca dura. Las cordilleras más cercanas a Laos están formadas por caliza permo-carbonífera, lo que da lugar a un relieve más accidentado y escarpado, a pesar de la altura más moderada.  La mayor parte de las tierras altas tailandesas forman parte de la Shan–Thai Terrane, una placa tectónica

## Impacto medioambiental y humano

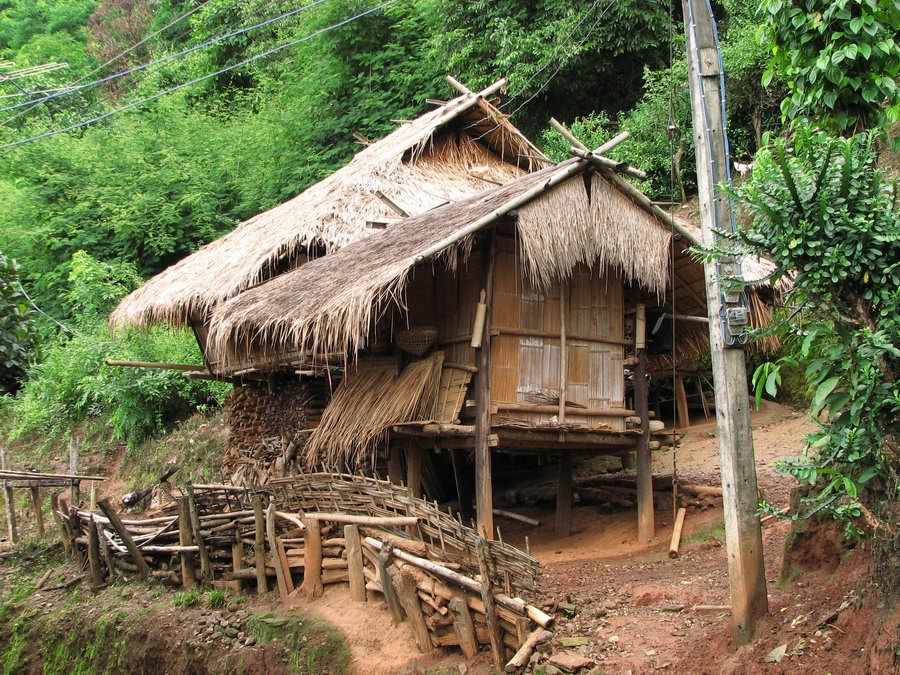
Choza de Akha en las colinas cerca de Chiang Rai

El entorno natural de las colinas solía ser una densa selva tropical montañosa. Las prácticas agrícolas y la tala de árboles han reducido mucho las zonas de bosque antiguo, que han sido sustituidas por bosque secundario.
Durante siglos, las tierras altas de Tailandia han estado habitadas por tribus montañesas en su mayoría de origen chino o tibetano-birmano, como los akha, yao, lahu, khmu, hmong y lisu . Estos grupos humanos emigraron a esta región relativamente vacía huyendo de la persecución o del duro gobierno central en sus respectivos entornos, así como buscando nuevas tierras para su cambiante sistema de producción agrícola. Durante las últimas décadas, estos grupos han atravesado un proceso de integración en la corriente principal tailandesa .
Debido a los disturbios en Birmania, se han establecido algunos campamentos de refugiados para refugiados transfronterizos en las tierras altas de Tailandia.  Ciertas comunidades kayah y karen, como las "karen de cuello largo", son visitadas regularmente por grupos turísticos organizados.
En las zonas más elevadas, por encima de los 1.000 metros, uno de los principales cultivos era el opio hasta la década de 1990, cuando se hicieron evidentes los efectos combinados del desarrollo, desde la construcción de carreteras hasta la zona remota, pasando por una vigilancia cada vez más eficaz, hasta los programas de sustitución del opio
Los agricultores locales inician incendios forestales anuales durante la estación seca en diferentes áreas del norte de Tailandia. A menudo, los especuladores también contratan personas para que prendan fuego a los bosques a fin de reclamar títulos de propiedad de las tierras que, después del incendio, se convierten en " bosques degradados ". El humo producido por estos incendios es la principal causa de la intensa contaminación atmosférica estacional en las tierras altas de Tailandia, también conocida como "neblina del norte".  Los incendios también contribuyen a las inundaciones en el país al desnudar el sotobosqu e y el suelo forestal seco hace que los árboles absorban menos agua para extraerla cuando llegan las lluvias.
En la actualidad, grandes extensiones de montañas están cubiertas por una vegetación mixta resultante de la superación de la capacidad del eficiente sistema agrícola migratorio. Como resultado, grandes áreas terminan siendo dominadas por la hierba Imperata cylindrica, que se utiliza en toda Tailandia como material para techos. El ganado puede pastar en la hierba hasta cierto punto, como lo demostró la investigación científica agrícola en la década de 1970. El cuidado ambiental a largo plazo de la región está asociado con la silvicultura y, en los tramos más bajos, frutas perennes como duraznos y otros árboles. Se han emprendido algunos proyectos para la restauración de la cubierta forestal en áreas ecológicamente degradadas.